# Knud Andersen (mastòleg)
Knud Christian Andersen (Frederiksberg, 29 d'abril del 1867 – Anglaterra, juny del 1918) fou un zoòleg danès. Era especialista en ratpenats.

## Biografia
A finals del segle xix, Andersen treballà d'ornitòleg, duent a terme estudis de camp, entre d'altres, a les illes Fèroe. Del 1901 al 1904 fou conservador de la col·lecció ornitològica del Museu Nacional d'Història Natural de Sofia, per encàrrec del príncep Ferran I de Bulgària. El 1904, fou contractat pel Museu d'Història Natural de Londres, pel qual, durant 14 anys, dugué a terme recerques al Pacífic, el sud-est asiàtic i Queensland, estudiant en particular els ratpenats.
Emprengué importants treballs de classificació sobre les famílies dels pteropòdids i els ratpenats de ferradura, de les quals descrigué 15 noves espècies. El 1909, Andersen esdevingué membre de la Societat Zoològica de Londres (FZS).
Desaparegué misteriosament el 1918, probablement durant la Primera Guerra Mundial, i el seu cos mai no fou retrobat.

## Obres
La seva principal obra és el Catalogue of the Chiroptera of the British Museum of Natural History (1912), que encara es considera un text de referència per a la classificació dels megaquiròpters. Publicà igualment nombroses descripcions de noves espècies.
Altres obres importants són les següents:
- Meddelelser om faeroernes Fugle med saerligt Hensyn til Nolsø, efter skriftlige Oplysninger (escrit amb P. F. Petersen), 1894
- Diomedea melanophrys, boende paa Færøerne, 1894 (en anglès: Diomedea melanophrys in the Faröe Islands, 1895)
- Sysselmand H.C. Müller's haandskrevne optegnelser om Færøoerne Fugle (escrit amb Hans Christopher Müller), 1901
- On the determination of age in bats, 1917